# Jet Black (personaggio)
Jet Black (ジェット・ブラック?, Burakku Jetto) è un personaggio dell'anime Cowboy Bebop dell'autore Shinichiro Watanabe, doppiato in giapponese da Unshou Ishizuka, e in italiano da Nino Prester nell'anime e da Sandro Iovino nel film.
Jet è un membro dell'equipaggio del Bebop, e così come i suoi compagni è un cacciatore di taglie. Ha trentasei anni e in passato fu un investigatore dell'Intra Solar System Police (ISSP), soprannominato "Black Dog" ("Cane Nero").

## Caratteristiche

### Personalità
Jet, in quanto membro più anziano del Bebop, si presenta come maturo, saggio e austero. Elargisce spesso saggi consigli ai compagni e dimostra sempre una grande pazienza per i loro atteggiamenti sopra le righe. In particolare è molto paziente con Spike, sebbene l'eccessiva esuberanza di questi nell'eseguire gli arresti impedisca spesso di incassare il totale della taglia, per via dei rimborsi dovuti a causa dei danni arrecati.
Nonostante tutti sul Bebop lo considerino una sorta di figura paterna, situazione avvalorata dalle ramanzine con cui sporadicamente riprende certi atteggiamenti dei compagni, Jet si dimostra notevolmente offeso da questa associazione, in quanto lo fa apparire più vecchio di quanto non sia.
Nonostante dall'aspetto possa sembrare burbero, e talvolta abbia degli atteggiamenti rudi, Jet è sostanzialmente un uomo buono e riflessivo, che, sebbene nasconda i suoi sentimenti, prova un grande affetto per i propri compagni e li considera alla stregua di una famiglia. Indubbiamente il membro più affidabile dell'equipaggio, Jet dimostra di essere molto apprensivo e orgoglioso, nonché capace di una grande fedeltà.

Per certi suoi atteggiamenti potrebbe essere considerato un maniaco del controllo, tuttavia non lo è volutamente, e in definitiva tutti gli altri personaggi riconoscono le sue scelte come le più giuste.
Jet ha una grande passione per i bonsai e per la cucina (sebbene i suoi piatti siano aspramente criticati dai compagni), adora la musica jazz e il blues ("Bebop", il nome dato all'astronave, è un tipo di jazz), in particolare i brani di Charlie Parker, e inoltre apprezza molto le opere di Goethe. In qualità di capitano del Bebop è molto affezionato alla sua nave e si preoccupa molto dei danni che puntualmente riporta negli scontri a fuoco.
Manifesta un rapporto particolarmente paterno con Ed, e per la maggior parte della serie è l'unico membro dell'equipaggio a prendersi cura di Ein. Prova antipatia nei confronti di Faye, che tratta più come un carico che come una partner, ma il rapporto tra i due cambierà molto nel corso della serie, arrivando a diventare una riluttante amicizia.
Diversamente da Spike, il quale si comporta pigramente e con indifferenza, Jet viene invece mostrato come sempre indaffarato ad occuparsi della manutenzione del Bebop e a procacciare lavoro.
Nonostante le molte differenze caratteriali e ideologiche, Jet e Spike condividono un sincero affetto fraterno, ed è lecito affermare che l'uno consideri l'altro il proprio migliore amico: infatti non sono rare le occasioni in cui li si è visti chiacchierare e brindare insieme come due vecchi amici. Spesso Jet si trova a scontrarsi con la caparbietà di Spike, finendo per bandirlo dalla nave in più di un'occasione, anche se mai a lungo. Jet è ad ogni modo la sola persona con la quale, talvolta, Spike si confida apertamente riguardo al proprio passato.

### Aspetto
Jet è alto 6'2" ft (pari a 188 cm), pesa 120 Kg e il suo gruppo sanguigno è A. Ha gli occhi azzurri ed è quasi completamente calvo, salvo per la parte posteriore del capo, su cui crescono dei capelli neri, che continuando lungo le tempie si congiungono con delle basette e una folta barba che gli incornicia il viso. Fisicamente, Jet è di costituzione muscolosa e le sue molte vicissitudini personali finiscono per fargli dimostrare più anni di quanti ne abbia realmente. Ha delle folte sopracciglia, un viso severo, e il suo corpo mostra i segni di una vita passata combattendo il crimine: una cicatrice sull'occhio destro, il braccio sinistro meccanico e una placca metallica sotto l'orbita destra.
Generalmente indossa una tuta da lavoro blu con un simbolo simile a un'aquila sulla schiena, e sotto di essa una t-shirt rossa. Porta dei polsini neri su entrambe le braccia e dei gambali di metallo sugli stinchi. In alcune rare occasioni lo si è visto indossare un completo bianco per potersi infiltrare nei galà, o per tentare la fortuna nei casinò.
Così come il design di Spike è ispirato a Lupin III, l'aspetto di Jet, e in particolar modo la barba, richiama fortemente Daisuke Jigen.

## Biografia del personaggio

### Antefatti
Jet nasce il 3 dicembre 2035, su Ganimede. Della sua infanzia non si conosce nulla, salvo che la madre gli ha trasmesso la passione per il blues tirandolo su a «Pannolini e Yardbird». Fa spesso riferimento anche a sua nonna e ai saggi consigli che gli impartiva da bambino. In un'occasione menziona anche le lezioni di vita impartitegli dal padre. Crescendo con solidi valori, Jet, raggiunta la maturità, decide di arruolarsi nell'Intra Solar System Police (ISSP), dove in breve diventa investigatore: grazie alla caparbietà che dimostra quando si mette sulle tracce di un criminale, viene soprannominato "Black Dog, il mastino che azzanna la sua preda e non la lascia più andare".
Nonostante la durezza del suo lavoro, Jet riesce a portare avanti una relazione con una donna di nome Alisa, la cui vicinanza gli dà la forza per continuare ad andare avanti. Una sera, tornato a casa dopo un turno di servizio di notte, non trova la donna: al suo posto solo un suo biglietto riportante la parola "Addio" e un orologio da tasca. L'uomo, straziato dal dolore si interroga a lungo sul motivo di quell'abbandono, ripromettendosi che se l'orologio si fosse fermato prima che Alisa avesse fatto ritorno avrebbe lasciato per sempre Ganimede.
Segnato dalla brutta esperienza, Jet si butta a capofitto nel lavoro, iniziando ad indagare su una potente organizzazione mafiosa, scoprendo che questa ha corrotto buona parte del dipartimento di polizia. Una sera, assieme al suo collega e amico Fad, si trova ad inseguire Udai Taxim, un sicario affiliato a questo cartello criminale. I due poliziotti si separano, e Jet, raggiunto l'assassino, cade in una trappola: abbagliato dalla luce di un faro non può nulla contro un violento colpo esploso da un complice del killer, colpo talmente violento che gli distrugge il braccio sinistro. Fortunatamente l'uomo riesce a sopravvivere, mentre Udai viene arrestato. Sebbene una rigenerazione cellulare sia possibile grazie alle conoscenze scientifiche del periodo, Jet opta per l'innesto di un braccio meccanico, come una sorta di promemoria di quello che gli è accaduto.
Non è chiaro se la ferita all'occhio destro risalga a quello stesso incidente o a una vicenda avvenuta in seguito, tuttavia in quel periodo (sette anni prima dell'inizio della serie) l'orologio lasciatogli da Alisa si ferma, e Jet, ormai disgustato dalla corruzione all'interno della polizia, decide di lasciare sia Ganimede che l'ISSP, mettendosi in affari per conto proprio. Acquistata una ex-astronave da pesca, da lui battezzata Bebop, incomincia quindi a vagabondare per lo spazio come cacciatore di taglie, facendosi subito una discreta fama.
Dopo quattro anni dall'inizio della sua nuova attività, in circostanze che non vengono narrate, conosce Spike Spiegel, che diviene suo socio e intimo amico.

### Nella serie
All'inizio della serie Jet e Spike, dando la caccia a un rapitore di animali, si imbattono in Ein, un cane insospettabilmente dotato di una intelligenza umana, che decidono di adottare come animale da compagnia. Successivamente, un'apparizione in sogno di Charlie Parker convince l'uomo a tentare la fortuna al casinò: qui i due cacciatori di taglie incontrano Faye Valentine che, dopo una serie di vicissitudini, finisce per diventare il terzo membro dell'equipaggio del Bebop auto-invitandosi, contro i pareri di entrambi gli uomini, inizialmente non molto d'accordo sull'idea di avere una donna a bordo, soprattutto una opportunista come Faye. Col tempo comunque si affezionano, e riescono a diventare una squadra funzionale.
Più avanti al terzetto si aggiunge l'eccentrica Ed, per la quale Jet finisce per assumere un ruolo quasi paterno.
Tempo dopo, in seguito alla cattura di un ricercato sulla cui testa pendeva una lauta taglia, Jet è costretto a fare ritorno su Ganimede per consegnarlo alle autorità. L'uomo ne approfitta per chiarirsi finalmente con Alisa, che scopre essere proprietaria di un bar chiamato "La Fin", prossimo alla chiusura per via della depressione economica che ha colpito l'isola. Nel momento in cui Spike scopre che il nuovo fidanzato della donna è ricercato per avere ucciso lo strozzino che la minacciava, immediatamente Jet si lancia al suo inseguimento e, dopo averlo arrestato, interroga la sua ex-fidanzata sul motivo dell'abbandono: la donna gli risponde di averlo fatto perché non voleva più che lui scegliesse per lei e che preferiva prendere le sue decisioni da sola, anche a rischio di sbagliare. Jet comprende allora di non provare più nulla per la donna e la saluta augurandole ogni felicità per il futuro dopodiché, lasciando Ganimede per la seconda volta, getta in acqua l'orologio che aveva custodito, ormai fermo, per anni.
Nelle anticipazioni dell'ultimo episodio della serie, la voce narrante di Jet, commenta il suo dispiacere per averla persa e che la riteneva una donna molto bella.
Successivamente a ciò ritorna alla sua vita di cacciatore di taglie assieme ai compagni, e proprio lui si reca a recuperare Faye quando questa, in preda alla paura di poter essere abbandonata dagli amici appena trovati nella ciurma del Bebop, fugge su Callisto. In quell'occasione i rapporti tra i membri dell'equipaggio si solidificano notevolmente.
Quando Udai evade dalla sua cella e, con l'aiuto di altri prigionieri prende il controllo dell'astronave-carcere che li trasportava, Jet viene contattato dal vecchio amico Fad, che lo convince a lavorare nuovamente con lui per ricatturare l'assassino che anni addietro gli era costato il braccio. Jet si lascia convincere e riesce a salire a bordo dell'astronave-prigione sgominando i complici del killer, il quale, nel confronto finale, gli rivela che a sparargli non fu un suo complice, bensì lo stesso Fad, a sua volta corrotto. Le parole del malvivente vengono confermate dallo stesso Fad, che uccide il killer per aver rivelato quel particolare all'amico. Incredulo della scoperta, Jet affronta il vecchio amico e lo uccide in uno scontro a fuoco. Prima di morire Fad confessa di averlo voluto sul caso perché nutriva veramente nostalgia dei vecchi tempi. Abbattuto, Jet, prima di andarsene, sistema il cadavere dell'uomo di modo da lasciar supporre a chi ne troverà il corpo una morte eroica nello scontro con i malviventi. Questo in omaggio alla memoria di quello che, nonostante tutto, Jet considera ancora un amico.
Dopo un altro paio di avventure, l'equipaggio si smembra poiché Ed, dopo aver brevemente reincontrato il padre, parte portando con sé Ein, mentre Faye, recuperata la memoria, viene presa dallo sconforto per aver scoperto di non avere più un solo parente vivo, e lascia nuovamente la nave. Abbattuti, pur senza volerlo ammettere, per la perdita delle due amiche, Jet e Spike si recano in un bar per affogare i dispiaceri nell'alcol, del tutto ignari che gli uomini del Red Dragon Crime Syndicate stanno dando la caccia a Spike. Raggiunti al bar dai sicari dell'organizzazione, i due cacciatori di taglie intraprendono uno scontro a fuoco in cui Jet rimane ferito alla gamba sinistra da un proiettile. Fuggiti, i due fanno ritorno sul Bebop, dove Faye li raggiunge su richiesta di Spike, rivelando, seppur con esitazione, di aver incontrato Julia. Questa le ha consegnato un messaggio nel quale chiede a Spike di incontrarla. Jet incita l'amico a raggiungere la donna amata, seppur consapevole che questo potrebbe significare non vederlo tornare.
Quando, contrariamente alle aspettative, Spike ritorna, unicamente per dirigersi verso la sede del Red Dragon Crime Syndicate, e verso la sua probabile morte, dietro sua espressa richiesta Jet gli preparerà da mangiare per un'ultima volta. Finito il pasto Spike gli narra la storia della sua vita sotto forma di favola: i due amici si fanno un'ultima risata insieme, dopodiché, lasciando trapelare una nota di malinconia, Jet lo lascia andare incontro al suo destino.

## Abilità
A causa del suo passato da poliziotto, Jet è un ottimo detective, attento e scrupoloso in ogni sua indagine. È dotato di una grande abilità strategica, cosa che lo rende a tutti gli effetti la mente dietro le operazioni del Bebop. Dispone di una vasta rete di informatori diffusa in tutto il sistema solare, risalente al suo periodo nell'ISSP, ed è anche un ottimo meccanico.
A causa del braccio artificiale, Jet è dotato di una forza molto superiore al normale. Pur essendo molto esperto nel combattimento corpo a corpo tende, a differenza di Spike, a prediligere l'utilizzo della semplice forza bruta anziché servirsi di tecniche particolari. È molto abile nell'uso delle armi da fuoco, e sebbene la sua pistola abituale sia una Walther P99, in alcune circostanze si è servito anche di un bazooka.
Sebbene raramente lo si sia visto alla guida del suo mezzo in combattimento, è anche un discreto pilota.

### Hammerhead
Oltre al Bebop, Jet ha un piccolo velivolo personale: l'Hammerhead, un tow-craft da lui personalmente modificato perché possa planare anche sull'acqua e muoversi sulla terraferma. Quando è in volo o sull'acqua le ali laterali sono dispiegate in assetto orizzontale, mentre quando è a terra si piegano verso l'alto facendo emergere lateralmente un carrello simile a quello di un aeroplano. I reattori di decollo sono posizionati sulle ali e si muovono verso l'alto, verso il basso o anteriormente a seconda della direzione che il mezzo deve prendere.
A differenza del Redtail e dello Swordfish II, l'Hammerhead non dispone di veri armamenti, a parte un arpione di grosse dimensioni collegato ad una catena di ferro, posizionato nella parte superiore del mezzo. Tale strumento dispone di un sistema di puntamento elettronico e viene spesso utilizzato per agganciarsi ad altri veicoli, perfettamente in linea con quello che valse a Jet il soprannome di "Black Dog": azzannare la preda e non lasciarla più andare.